# Schmidtiana evertsi
Schmidtiana evertsi är en skalbaggsart som först beskrevs av Conrad Ritsema 1888.  Schmidtiana evertsi ingår i släktet Schmidtiana och familjen långhorningar. Inga underarter finns listade i Catalogue of Life.